# Jenni Olson
Jenni Olson est une conservatrice de film américaine, cinéaste, auteure et historienne du cinéma LGBT, née le 6 octobre 1962 à Falcon Heights (Minnesota). Elle a co-fondé le site web pionnier LGBT PlanetOut.com, et a fait campagne pour ériger une barrière sur le pont du Golden Gate pour prévenir les suicides.

## Biographie

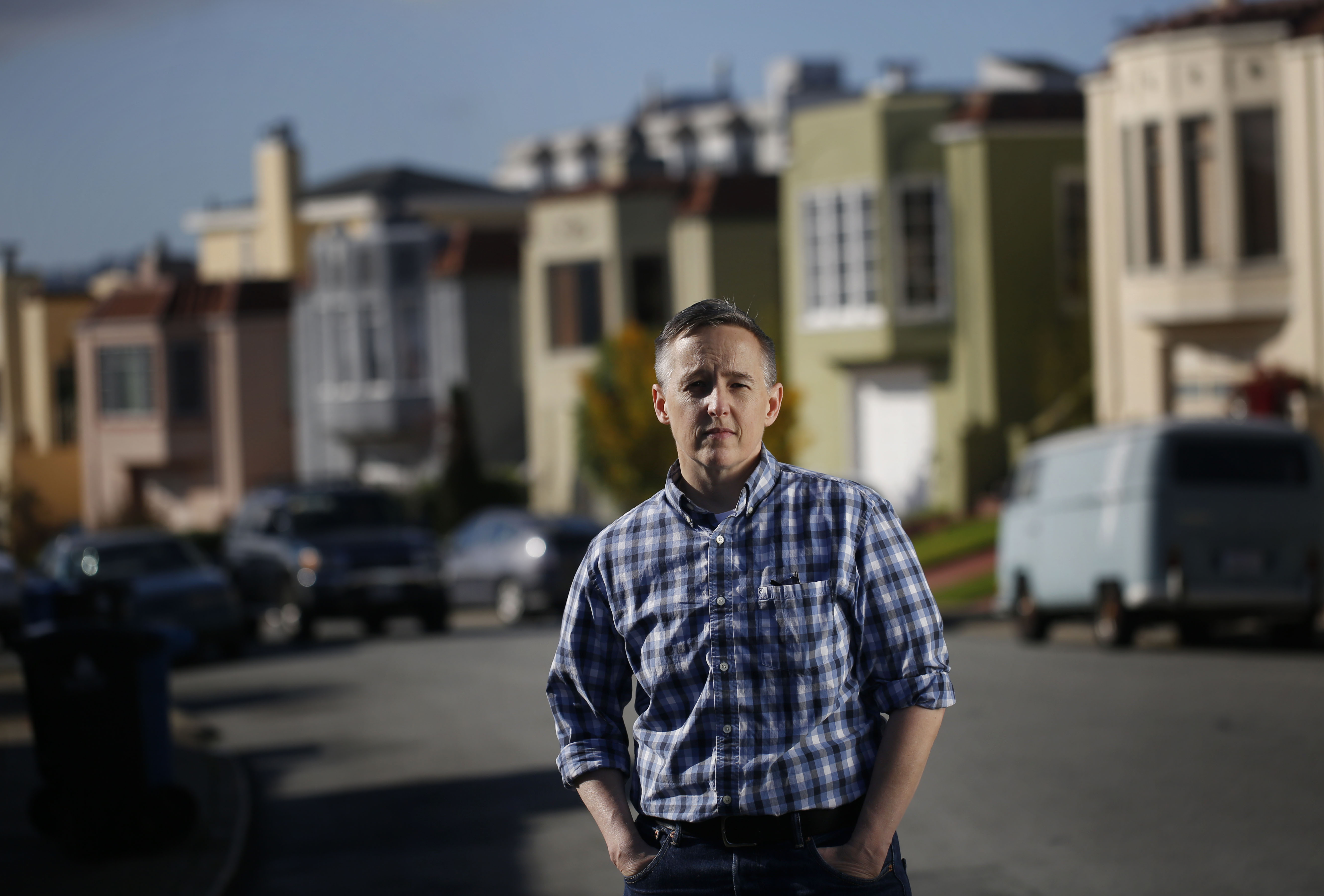
La cinéaste et historienne Jenni Olson (2015)

Jenni Olson a fait ses études à l'Université du Minnesota. En 1986, alors qu'elle est encore étudiante, Jenni Olson co-fonde le Festival du film LGBT de Minneapolis/Saint Paul, initialement sous le nom de Lavande Images. Jenni Olson a été inspirée dans ce projet par le livre de Vito Russo, The Celluloid Closet. En 1992, Olson est embauchée par la société Frameline et déménage à San Francisco pour travailler en tant que commissaire invitée sur le San Francisco International Lesbian and Gay Film Festival, avant d'être nommée co-directrice aux côtés de Mark Finch. Après trois ans, Olson quitte ce poste pour lancer le site internet PlanetOut.com. Olson a travaillé comme directrice de divertissement et du e-commerce de ce site, et a occupé les mêmes rôles pour le site Gay.com. Elle a créé la section PopcornQ du site PlanetOut.com, en le basant sur son livre, The Ultime Guide to Lesbian & Gay Film and Vidéo,.
En 1997, Jenni Olson assiste au Festival de Sundance et organise, avec le directeur général de Outfest, Morgan Rumpf, un petit brunch pour les participants queer. L'événement a lieu annuellement, co-présenté par PlanetOut.com et Outfest jusqu'en 2005. Depuis la disparition de PlanetOut.com, il est maintenant présenté uniquement par Outfest. Les sponsors le décrivent en 2005 comme « le premier événement gay et lesbien de l'industrie au cours de Sundance ». En mars 2005, Olson est nommée directrice e-commerce et marketing chez Wolfe Vidéo/Wolfe Releasing.

## Travaux
Jenni Olson compilait initialement des bandes annonces pour en faire des documentaires : Homo Promo, une compilation de bandes annonces de films gays vintage, a été présenté au Amsterdam Gay & Lesbian Film Festival en 1991. Son travail dans ce domaine a été reconnu comme étant didactique dans l'enseignement de la contextualisation.
Elle a continué de compiler des bandes annonces dans les années 1990, par exemple Trailer Camp, Neo Homo Promo, Afro Promo, Trailers Schmailers ou encore Bride of Trailer Camp en 2001, sa dernière compilation sortie à ce jour. Au cours de cette période, Olson a également écrit The Ultime Guide to Lesbian & Gay Film and Vidéo (1996). Le livre est basé sur la thèse de Olson lors de son diplôme BA (Bachelor of Arts). Son livre suivant s'intitule The Queer Movie Poster Book (Chronicle Books, 2005). Ce livre lui a été suggéré en 1991 par Stuart Marshall, qui recommande à Olson de compiler la Gay Men's Press (en) de Londres. Bien que le livre ait été rejeté par eux et par Serpent's Tail, à qui l'idée a été présentée comme une suite à son livre précédent, Olson a finalement été chargée de rédiger le livre en 2002. Publié en 2005, il a été en lice pour un Lambda Literary award. Olson le fonde en partie sur sa propre collection de documents, qu'elle a donné par la suite à la GLBT Historical Society de San Francisco. Sa collection a été exposée à la San Francisco Public Library en 2004.
En 2005, Jenni Olson publie The Joy of Life, son premier long métrage. Elle remporte en 2005 le « prix de la Meilleure Réalisation Artistique » à l'Outfest et le « prix du Meilleur Scénario américain » à Newfest, et reçoit de nombreuses bonnes critiques. Cela permet à Olson de décrocher le prix Marlon Riggs du San Francisco Film Critics Circle. Travailler sur ce film la pousse à écrire une lettre ouverte à la San Francisco Chronicle sur la position du pont du Golden Gate comme premier point de suicide du monde. Son ancien collègue, Marque Finch, avait sauté du pont le 14 janvier 1995, et elle a utilisé cet événement dans son propre film. Sa lettre publiée lors du dixième anniversaire de la mort de Finch, apportait son soutien à la campagne lancée par la fondation psychiatrique de Caroline du Nord pour l'installation d'une barrière sur le pont. Jenni Olson avait également projeté son film au conseil d'administration du pont, notant que « plusieurs membres de la direction du pont [lui] ont dit qu'ils ont apprécié de voir le film et l'avaient trouvé éclairant ». En mars 2005, le conseil vote l'installation d'une barrière pour éviter les sauts.
Le court métrage 575 Castro Saint (2009) d'Olson a été tourné dans l'ancienne boutique Castro Camera, qui avait servi de décor au film dramatique Milk. 575 Castro Saint est projeté pour la première fois en 2009, au festival du film de Sundance puis dans divers festivals à travers le monde. Il est également présenté sur le site internet FilmInFocus.com dans le cadre de la sortie en salles de Milk et dans le local de Human Rights Campaign (l'ancienne boutique Castro Camera) dans une présentation en boucle pendant les heures d'ouverture du magasin[réf. nécessaire].
En 2015, le film d'Olson The Royal Road est projeté pour la première fois au festival du film de Sundance. Le film a remporté le « prix du Meilleur Film LGBTQ » du Ann Arbor Film Festival ainsi qu'une mention spéciale « avant-garde et genre » du jury du BAFICI, le Festival International du Cinéma Indépendant de Buenos Aires[réf. nécessaire].